# Хайдаров, Равшан Хайдарович
Равшан Хайдарович Хайдаров (узб. Ravshan Xaydarovich Xaydarov;) — узбекский государственный деятель, генерал-майор. Министр по чрезвычайным ситуациям Узбекистана, председатель Государственного таможенного комитета Узбекистана (16 мая — 28 ноября 2002 года), хоким Сырдарьинской области (28 ноября 2002 — 26 ноября 2004).

## Биография
В 1979 году окончил Академию МВД Узбекистана.
С 1999 по 2001 год руководил Главным управлением внутренних дел города Ташкента. С 16 мая по 28 ноября 2002 года занимал должность председателя Государственного таможенного комитета Узбекистана.
28 ноября 2002 года указом президента Узбекистана Ислама Каримова назначен на должность хокима Сырдарьинской области. 26 ноября 2004 года освобождён от должности хокима Сырдарьинской области.
9 февраля 2021 года назначен начальником Управления по чрезвычайным ситуациям Ташкента.

## Награды
- Орден «Шон-шараф» II степень (25.08.1999)[6]